# 크리스토퍼 그리고 다나 리브 재단
2009년에 '크리스토퍼 그리고 데이너 리브 마비 [장애인]법안'이 미국에서 발효되었다.
그것은 미국 마비 장애인들의 삶을 개선하는데 목표를 둔 첫 포괄적 법안이었는데; 그것은 마비에 대한 치료법을 국립보건원을 통해 찾는, 새롭게 구성된 연구 활동을 했고, 그리고 미국 마비 장애인을 위한 개선된 재활 서비스를 추구한다.